# Axiom Mission 2
Axiom Mission 2 (Ax-2) byla druhá mise programu soukromých kosmických letů americké společnosti Axiom Space. Stejně jako při první misi Ax-1 v dubnu 2022 letěla i tentokrát v lodi Crew Dragon společnosti SpaceX k Mezinárodní vesmírné stanici (ISS) čtyřčlenná posádka tvořená jednou profesionální astronautkou a třemi komerčními astronauty na placených místech, z nichž jeden si let financoval sám a dva vyslala vesmírná komise Saúdské Arábie. Start se uskutečnil 21. května 2023, přistání o 10 dní později.

## Kosmická loď Crew Dragon
Crew Dragon je kosmická loď pro lety s posádkou navržená v rámci programu NASA CCDev, (Commercial Crew Development) společností SpaceX, především pro dopravu astronautů na Mezinárodní vesmírnou stanici. SpaceX ale loď používá i pro další účely mimo spolupráci s NASA (komerční programy Inspiration4, Axiom Space a Polaris).

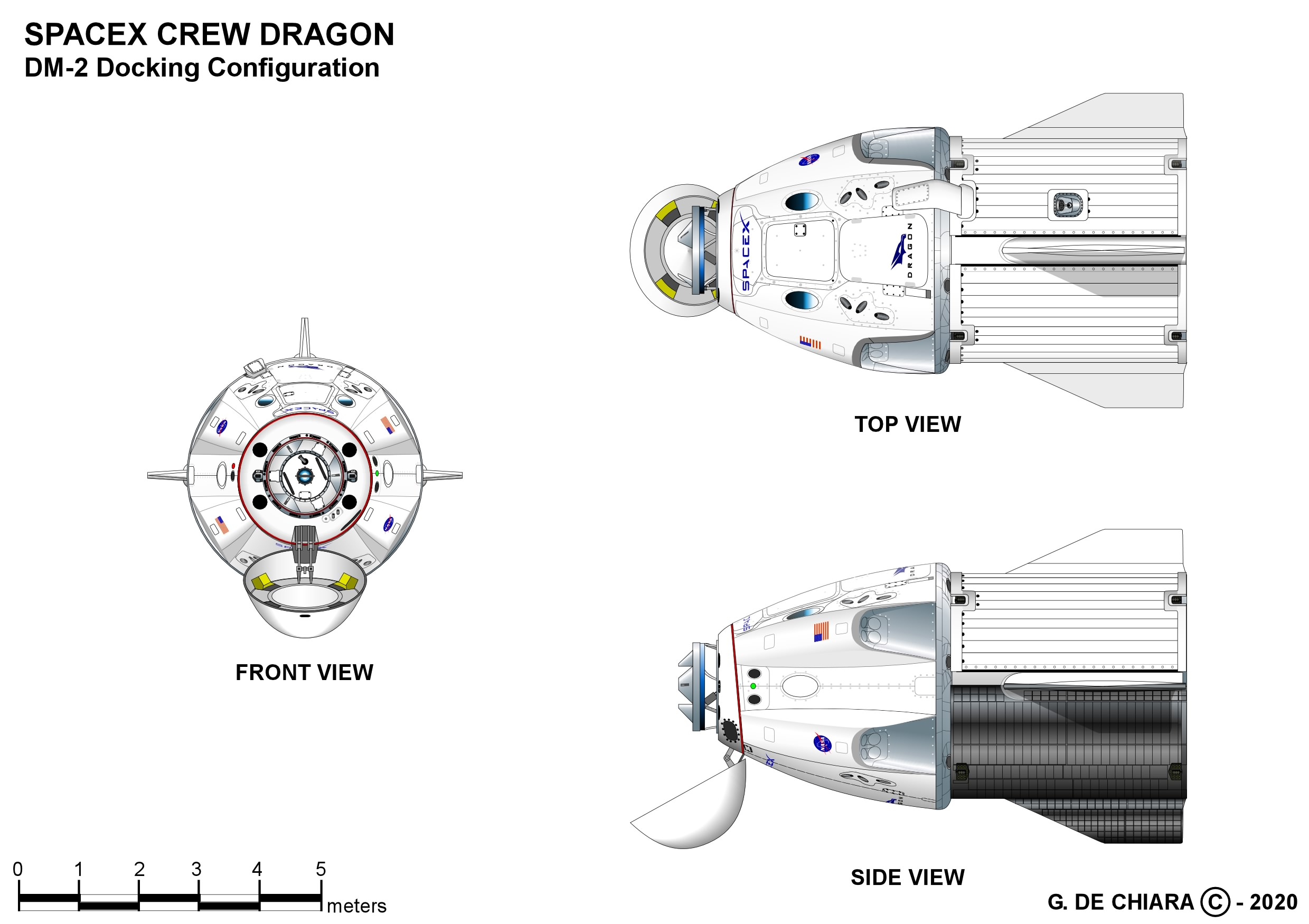
Crew Dragon v letové konfiguraci.

Crew Dragon tvoří znovupoužitelná kabina kónického tvaru a nástavec v podobě dutého válce (tzv. trunk). V kabině je hermetizovaný prostor o objemu 9,3 m3, v němž lze umístit sedačky až pro sedm osob (NASA pro lety k ISS využívá 4 místa). Nástavec je možné využít pro dopravu nákladu, který nemusí být umístěn v hermetizovaném prostoru (např. zařízení určeného pro umístění na vnější straně ISS, tedy v otevřeném kosmickém prostoru. Sestava kabiny a nástavce ve startovní pozici měří na výšku 8,1 metru a v průměru má 4 metry.

## Posádka
Hlavní posádka:
- Peggy Whitsonová (4), Axiom Space – velitelka
- John Shoffner (1), turista – pilot
- Alí al-Qarní (1), Saúdská vesmírná komise – letový specialista
- Rajjána Barnáwíová (1), Saúdská vesmírná komise – letová specialistka

V závorkách je uveden dosavadní počet letů do vesmíru včetně této mise.
Záložní posádka:
- Walter Villadei, Italské letectvo – pilot
- Mariam Fardousová, Saúdská vesmírná komise – letová specialistka
- Ali al-Ghamdi, Saúdská vesmírná komise – letový specialista

Axiom Space oznámila první dva členy posádky již v květnu 2021 – velitelka Peggy Whitsonová a pilot John Shoffner se současně stali členy záložní posádky pro předchozí misi Ax-1. V lednu 2022 společnost uvedla, že se prvním mezinárodním členem jejího týmu profesionálních astronautů stal italský vojenský pilot Walter Villadei a současně byl zařazen do náhradní posádky pro let Ax-2. V září 2022 s Axiom Space a Saúdská vesmírná komise oznámily uzavření dohody o vyslání astronauta a (první saúdské) astronautky do vesmíru na dvou placených místech v posádce mise Ax-2. Komise pak 12. února 2023 oznámila také jména obou členů hlavní i záložní posádky.

## Vědecký program
Stejně jako první misi projektu Axiom Space bude součástí letu a pobytu na ISS vědecký program. Posádka na palubě vesmírné stanice provede přes dvě desítky experimentů. Položky vědeckého programu mise obsahují mimo jiné počáteční studie zaměřené na vývoj budoucích terapeutických aplikací, studium imunitní dysfunkce v modelech nádorových organoidů, které mohou pomoci předpovídat a předcházet rakovině, nebo studium vlivu mikrogravitace na vývoj kmenových buněk. Data shromážděná za letu ovlivní porozumění lidské fyziologii na Zemi a na oběžné dráze a také prokážou užitečnost nových technologií, které by mohly být použity pro budoucí vesmírné lety lidí a zlepšení života na Zemi. Mise je silně zaměřena na vývoj aplikací biologické výroby ve vesmíru, která má potenciál řešit současné překážky v regenerativní medicíně, vývoji léků a rozvoji technologií. .

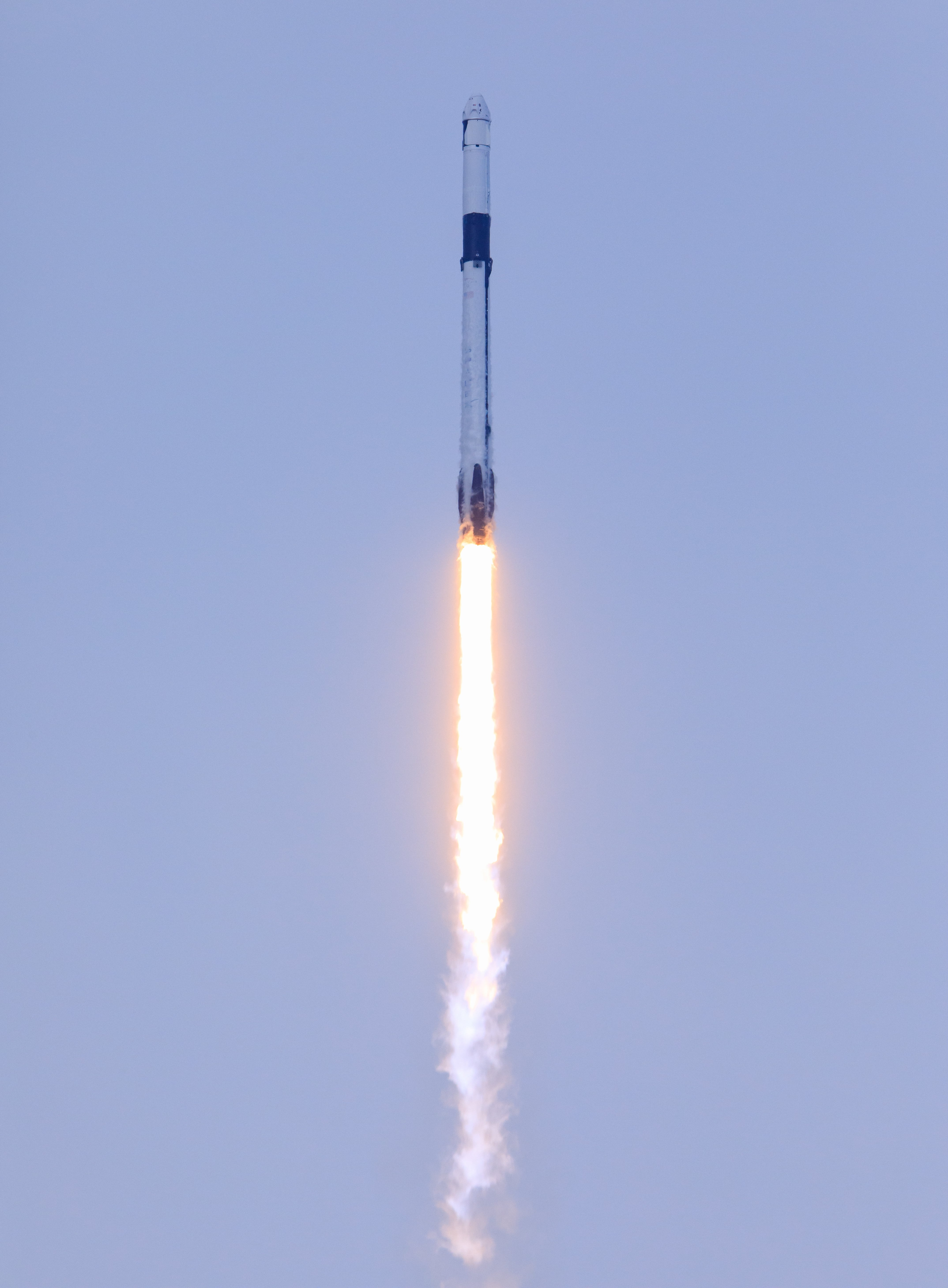
Start mise, 21. května 2023.

## Příprava a průběh letu
NASA již v květnu 2021 při oznámení dohody s Axiom Space o provedení první soukromé mise na ISS vyhlásila, že přijímá návrhy na další dvě takové mise a v prosinci téhož roku vybrala Axiom Space pro jednání o druhém letu předběžně plánovaném na konec roku 2022 nebo začátek roku 2023. V lednu 2022 pak NASA oznámila, že vzhledem k časovému posunu mise Ax-1 se druhý let neuskuteční do konce roku 2022, ale až počátkem roku 2023. Na základě úspěšného průběhu první mise na jaře 2022 podepsaly NASA a Axiom Space na konci srpna 2022 objednávku na misi Ax-2 ve druhém čtvrtletí roku 2023. Čtyřčlenná posádka se zhruba na 10 dní připojí i ISS, kde jí NASA poskytne veškeré nezbytné zabezpečení, a to i na dobu případného nutného prodloužení mise.
Při letu bude podruhé využita kabina C212 Freedom. Návštěva byla naplánována květen 2023 během Expedice 69, počátkem dubna 2023 byl čas startu stanoven na 9. května 2023 v 02:43 UTC a přílet k ISS o 37 hodin později, 10. května v 15:40 UTC. Tři týdny před plánovaným startem, 24. dubna 2023, byl oznámen posun termínu startu o bezmála devět dní na 17. května, 23:34 UTC. Ke spojení s ISS by v takovém případě došlo 19. května 2023. A 5. května byl oznámen další posun na 21. května, 21:37 UTC, později upřesněný na 21:37:07 UTC. V tom případě se Ax-2 ke stanici připojí 22. května ve 13:24 UTC.
Záložní termín startu byl stanoven na 22. května, ale nebylo nutné ho využít, protože loď bez potíží odstartovala ve stanoveném termínu 21. května a zamířila k ISS. K hornímu portu modulu Harmony (Harmony nadir) se připojila 22. května ve 13:12 UTC. Po všech nezbytných úkonech se v 15:00 UTC otevřel poklop a posádka vstoupila na palubu stanice.
Čtveřice se během letu kromě seznámení se stanicí a pozorování Země věnovala vědeckému programu. Ten tvořilo přes 20 multidisciplinárních experimentů z oblastí věd o životě, výzkumu člověka, fyzikálních věd a technologií, a navíc několik osvětových výzkumů v oblasti technologií, inženýrství, umění a matematiky..
Loď se po všech nezbytných předodletových procedurách od ISS odpojila 30. května 2023 v 15:05 UTC a další den v 03:04 UTC přistála do vod Mexického zálivu poblíž floridského města Panama City.